# Aroramyces radiatus
Aroramyces radiatus är en svampart som först beskrevs av Lloyd, och fick sitt nu gällande namn av Castellano, Verbeken & Walleyn 2000. Aroramyces radiatus ingår i släktet Aroramyces och familjen Hysterangiaceae.   Inga underarter finns listade i Catalogue of Life.